# Leichtathletik-Länderkampf der Männer 1952 BR Deutschland – Schweden
| 7. Leichtathletik-Länderkampf mit bundesdeutscher Beteiligung 1952 | 7. Leichtathletik-Länderkampf mit bundesdeutscher Beteiligung 1952 |
| ------------------------------------------------------------------ | ------------------------------------------------------------------ |
|                                                                    |                                                                    |
| Ländervergleich der Männer: BR Deutschland – Schweden              |                                                                    |
| Austragungsort                                                     | Düsseldorf                                                         |
| Wettbewerbe                                                        | 20                                                                 |
| Datum                                                              | 13./14. September 1952                                             |
| 1. SWE 2. FRG                                                      | 119 Punkte 093 Punkte                                              |
| Chronik                                                            |                                                                    |
| ← YUG-FRG/AUT-FRG (F)                                              | FRG-SWE Geher (M) →                                                |

Im siebten Vergleich des Länderkampfjahres 1952 kam es in Veranstaltungen mit dem kompletten leichtathletischen Programm zum sechsten Aufeinandertreffen der bundesdeutschen Männer mit Schweden. Austragungsort am 13./14. September war die Rheinmetropole Düsseldorf. Schweden war neben den USA das einzige Land, gegen das Deutschlands Leichtathleten eine negative Bilanz aufzuweisen hatten. Drei Niederlagen standen hier zwei Siegen gegenüber. Ein spezieller Länderkampf der Geher mit Schweden sollte zwei Wochen später im letzten Vergleich des Jahres noch folgen.

## Wettbewerbe und Modus
Auf dem Programm standen zwanzig Wettbewerbe, die verteilt auf zwei Tage stattfanden. Aus dem olympischen Programm fehlten nur der Marathonlauf, die beiden Gehwettbewerbe und der Zehnkampf. Gewertet wurde in den Einzelwertungen nach dem Standardsystem. In der Staffel wurden fünf zu drei Punkte vergeben.

## Ergebnis
In den Laufwettbewerben lagen die bundesdeutschen Sportler leicht vorn. Die drei Sprintdisziplinen, der 1500 Meter und 3000 Meter Hindernislauf sowie beide Staffeln gingen an die Bundesrepublik Deutschland, die Rennen über 800, 5000 und 10.000 Meter sowie die beiden Hürdenläufe entschieden die Schweden für sich. In den technischen Disziplinen dagegen zeigten sich Schwedens Athleten deutlich überlegen. Nur den Hammerwurf gewann die Bundesrepublik, alle anderen Wettbewerbe in diesem Bereich gingen an Schweden. So mussten die bundesdeutschen Sportler im sechsten Vergleich der beiden Länder mit 119 zu 93 Punkten ihre vierte Niederlage einstecken.

## Resultate

### 100 m
| Platz | Athlet        | Land | Zeit (s) |
| ----- | ------------- | ---- | -------- |
| 1     | Hans Geister  | FRG  | 10,7     |
| 2     | Jan Carlsson  | SWE  | 10,9     |
| 3     | Werner Zandt  | FRG  | 10,9     |
| 4     | Tore Hagström | SWE  | 11,0     |

Datum: 13. September

### 200 m
| Platz | Athlet           | Land | Zeit (s) |
| ----- | ---------------- | ---- | -------- |
| 1     | Hans Geister     | FRG  | 21,8     |
| 2     | Peter Kraus      | FRG  | 21,9     |
| 3     | Gösta Brännström | SWE  | 22,1     |
| 4     | Bo Ahlén         | SWE  | 22,2     |

Datum: 14. September

### 400 m
| Platz | Athlet           | Land | Zeit (s) |
| ----- | ---------------- | ---- | -------- |
| 1     | Hans Geister     | FRG  | 47,2     |
| 2     | Gösta Brännström | SWE  | 48,1     |
| 3     | Werner Zandt     | FRG  | 48,1     |
| 4     | Tage Ekfeldt     | SWE  | 49,9     |

Datum: 13. September

### 800 m
| Platz | Athlet          | Land | Zeit (min) |
| ----- | --------------- | ---- | ---------- |
| 1     | Tage Ekfeldt    | SWE  | 1:50,4     |
| 2     | Hans Ring       | SWE  | 1:51,2     |
| 3     | Heinz Ulzheimer | FRG  | 1:51,5     |
| 4     | Urban Cleve     | FRG  | 1:53,9     |

Datum: 13. September

### 1500 m
| Platz | Athlet          | Land | Zeit (min) |
| ----- | --------------- | ---- | ---------- |
| 1     | Werner Lueg     | FRG  | 3:46,2     |
| 2     | Ingvar Ericsson | SWE  | 3:46,4     |
| 3     | Sune Karlsson   | SWE  | 3:49,0     |
| 4     | Rolf Lamers     | FRG  | 3:51,0     |

Datum: 14. September

### 5000 m
| Platz | Athlet            | Land | Zeit (min) |
| ----- | ----------------- | ---- | ---------- |
| 1     | Bertil Albertsson | SWE  | 14:15,0    |
| 2     | Herbert Schade    | FRG  | 14:16,6    |
| 3     | Åke Andersson     | SWE  | 14:33,8    |
| 4     | Siegfried Steller | FRG  | 15:12,0    |

Datum: 13. September

### 10.000 m
| Platz | Athlet           | Land | Zeit (min) |
| ----- | ---------------- | ---- | ---------- |
| 1     | Valter Nyström   | SWE  | 29:23,8    |
| 2     | Herbert Schade   | FRG  | 29:24,8    |
| 3     | Gustav Jansson   | SWE  | 29:51,2    |
| 4     | Hermann Eberlein | FRG  | 31:35,0    |

Datum: 13. September

### 110 m Hürden
| Platz | Athlet               | Land | Zeit (s) |
| ----- | -------------------- | ---- | -------- |
| 1     | Ragnar Lundberg      | SWE  | 14,9     |
| 2     | Wolfgang Troßbach    | FRG  | 15,0     |
| 3     | Hans Zepernick       | FRG  | 15,3     |
| 4     | Karl-Erik Israelsson | SWE  | 15,5     |

Datum: 14. September

### 400 m Hürden
| Platz | Athlet          | Land | Zeit (s) |
| ----- | --------------- | ---- | -------- |
| 1     | Lars Ylander    | SWE  | 52,8     |
| 2     | Rune Larsson    | SWE  | 53,1     |
| 3     | Heinz Ulzheimer | FRG  | 53,2     |
| 4     | Oskar Scharr    | FRG  | 54,6     |

Datum: 13. September

### 3000 m Hindernis
| Platz | Athlet           | Land | Zeit (min) |
| ----- | ---------------- | ---- | ---------- |
| 1     | Helmut Gude      | FRG  | 8:59,2     |
| 2     | Curt Söderberg   | SWE  | 8:59,6     |
| 3     | Gunnar Karlsson  | SWE  | 9:02,2     |
| 4     | Günter Heßelmann | FRG  | 9:12,4     |

Datum: 14. September

### 4 × 100 m Staffel
| Platz | Besetzung      | Land                                                 | Zeit (s) |
| ----- | -------------- | ---------------------------------------------------- | -------- |
| 1     | BR Deutschland | Franz Happernagl Erich Fuchs Theo Salmen Peter Kraus | 41,8     |
| 2     | Schweden       | Per-Owe Trollsås Tore Hagström Bo Ahlén Jan Carlsson | 42,0     |

Datum: 13. September

### 4 × 400 m Staffel
| Platz | Besetzung      | Land                                                  | Zeit (min) |
| ----- | -------------- | ----------------------------------------------------- | ---------- |
| 1     | BR Deutschland | Peter Kraus Werner Zandt Heinz Ulzheimer Hans Geister | 3:11,0     |
| 2     | Schweden       | Gösta Brännström Lindgren Rune Larsson Tage Ekfeldt   | 3:12,0     |

Datum: 14. September

### Hochsprung
| Platz | Athlet          | Land | Höhe (m) |
| ----- | --------------- | ---- | -------- |
| 1     | Arne Ljungkvist | SWE  | 1,90     |
| 2     | Gösta Svensson  | SWE  | 1,85     |
| 3     | Werner Bähr     | FRG  | 1,85     |
| 4     | Bernd Naumann   | FRG  | 1,85     |

Datum: 13. September

### Stabhochsprung
| Platz | Athlet            | Land | Höhe (m) |
| ----- | ----------------- | ---- | -------- |
| 1     | Ragnar Lundberg   | SWE  | 4,20     |
| 2     | Lennart Lind      | SWE  | 4,10     |
| 3     | Julius Schneider  | FRG  | 4,00     |
| 4     | Karl-Heinz Thenee | FRG  | 3,80     |

Datum: 14. September

### Weitsprung
| Platz | Athlet               | Land | Weite (m) |
| ----- | -------------------- | ---- | --------- |
| 1     | Karl-Erik Israelsson | SWE  | 7,27      |
| 2     | Jan Magnusson        | SWE  | 7,23      |
| 3     | Gerd Luther          | FRG  | 7,15      |
| 4     | Heinz Klophaus       | FRG  | 7,07      |

Datum: 13. September

### Dreisprung
| Platz | Athlet            | Land | Weite (m) |
| ----- | ----------------- | ---- | --------- |
| 1     | Arne Åhman        | SWE  | 15,08     |
| 2     | Roger Norman      | SWE  | 14,53     |
| 3     | Kurt Trozowski    | FRG  | 14,22     |
| 4     | Werner Bodenhagen | FRG  | 14,04     |

Datum: 14. September

### Kugelstoßen
| Platz | Athlet         | Land | Weite (m) |
| ----- | -------------- | ---- | --------- |
| 1     | Roland Wilsson | SWE  | 16,53     |
| 2     | Tage Sönegard  | SWE  | 14,79     |
| 3     | Josef Hipp     | FRG  | 14,19     |
| 4     | Walter Janssen | FRG  | 14,04     |

Datum: 13. September

### Diskuswurf
| Platz | Athlet          | Land | Weite (m) |
| ----- | --------------- | ---- | --------- |
| 1     | Roland Nilsson  | SWE  | 49,98     |
| 2     | Heinz Rosendahl | FRG  | 47,86     |
| 3     | Uno Fransson    | SWE  | 47,31     |
| 4     | Josef Hipp      | FRG  | 46,63     |

Datum: 13. September

### Hammerwurf
| Platz | Athlet           | Land | Weite (m) |
| ----- | ---------------- | ---- | --------- |
| 1     | Karl Storch      | FRG  | 58,03     |
| 2     | Karl Wolf        | FRG  | 56,35     |
| 3     | Einar Söderkvist | SWE  | 53,42     |
| 4     | Allan Ringström  | SWE  | 51,68     |

Datum: 14. September

### Speerwurf
| Platz | Athlet            | Land | Weite (m) |
| ----- | ----------------- | ---- | --------- |
| 1     | Ragnar Ericzon    | SWE  | 72,04     |
| 2     | Per Arne Berglund | SWE  | 69,39     |
| 3     | Herbert Koschel   | FRG  | 66,26     |
| 4     | Heinrich Will     | FRG  | 62,53     |

Datum: 14. September